# Poecilochroa
Poecilochroa Westring, 1874 è un genere di ragni appartenente alla famiglia Gnaphosidae.

## Distribuzione
Le 40 specie note di questo genere sono state reperite pressoché in tutto il mondo, ad eccezione dell'America settentrionale e centrale e dell'Oceania: le specie dall'areale più vasto sono la P. senilis rinvenuta in diverse località della zona compresa fra Corsica e Turkmenistan e la P. variana rinvenuta nella zona fra l'Europa e l'Asia centrale.

## Tassonomia
Considerato un sinonimo anteriore di Sergiolus Simon, 1891, a seguito di un lavoro degli aracnologi Ubick & Roth del 1973, contra un lavoro degli aracnologi Platnick & Shadab (1981e).
Non è sinonimo anteriore di Kishidaia Yaginuma, 1960 secondo uno studio dell'aracnologo Kamura (2001b); contra un analogo lavoro di Paik (1992a).
Non sono stati esaminati esemplari di questo genere dal 2013.
Attualmente, a dicembre 2015, si compone di 40 specie e una sottospecie:
1. Poecilochroa albomaculata (Lucas, 1846) — Mediterraneo occidentale
2. Poecilochroa alcala Barrion & Litsinger, 1995 — Filippine
3. Poecilochroa anomala (Hewitt, 1915) — Sudafrica
4. Poecilochroa antineae Fage, 1929 — Egitto
5. Poecilochroa barmani Tikader, 1982 — India
6. Poecilochroa behni Thorell, 1891 — Isole Nicobare
7. Poecilochroa bifasciata Banks, 1902 — Isole Galapagos
8. Poecilochroa capensis Strand, 1909 — Sudafrica
9. Poecilochroa carinata Caporiacco, 1947 — Uganda
10. Poecilochroa dayamibrookiana Barrion & Litsinger, 1995 — Filippine
11. Poecilochroa devendrai Gajbe & Rane, 1985 — India
12. Poecilochroa faradjensis Lessert, 1929 — Congo
13. Poecilochroa furcata Simon, 1914 — Francia, Italia, Grecia
14. Poecilochroa golan Levy, 1999 — Israele
15. Poecilochroa haplostyla Simon, 1907 — Isola Principe (Sao Tomè e Principe)
16. Poecilochroa hungarica Kolosváry, 1934 — Ungheria
17. Poecilochroa incompta (Pavesi, 1880) — Tunisia
18. Poecilochroa insularis Kulczyński, 1911 — Giava
19. Poecilochroa involuta Tucker, 1923 — Sudafrica
20. Poecilochroa joreungensis Paik, 1992 — Corea
21. Poecilochroa latefasciata Simon, 1893 — Perù
22. Poecilochroa loricata Kritscher, 1996 — Malta
23. Poecilochroa malagassa Strand, 1907 — Madagascar
24. Poecilochroa parangunifasciata Barrion & Litsinger, 1995 — Filippine
25. Poecilochroa patricia (Simon, 1878) — Corsica
26. Poecilochroa pauciaculeis Caporiacco, 1947 — Africa orientale
27. Poecilochroa perversa Simon, 1914 — Francia
28. Poecilochroa phyllobia (Thorell, 1871) — Italia
29. Poecilochroa pugnax (O. P.-Cambridge, 1874) — Libia, Egitto, Etiopia, Israele
30. Poecilochroa rollini Berland, 1933 — Isole Marchesi
31. Poecilochroa sedula (Simon, 1897) — India
32. Poecilochroa senilis (O. P.-Cambridge, 1872) — dalla Corsica al Turkmenistan
  - Poecilochroa senilis auspex (Simon, 1878) — Spagna, Francia
33. Poecilochroa taborensis Levy, 1999 — Israele
34. Poecilochroa taeguensis Paik, 1992 — Corea
35. Poecilochroa tikaderi Patel, 1989 — India
36. Poecilochroa tridotus Caleb & Mathai, 2013 — India
37. Poecilochroa trifasciata Mello-Leitão, 1918 — Brasile
38. Poecilochroa variana (C. L. Koch, 1839)[2] — dall'Europa all'Asia centrale
39. Poecilochroa viduata (Pavesi, 1883) — Etiopia
40. Poecilochroa vittata Kulczynski, 1911 — Giava

### Specie trasferite
1. Poecilochroa abjecta Chamberlin, 1936; trasferita al genere Sergiolus Simon, 1891[1].
2. Poecilochroa albimaculata (Saito, 1934); trasferita al genere Kishidaia Yaginuma, 1960.
3. Poecilochroa amphiloga (Chamberlin, 1936); trasferita al genere Gertschosa Platnick & Shadab, 1981.
4. Poecilochroa angusta (Banks, 1904); trasferita al genere Sergiolus Simon, 1891.
5. Poecilochroa atomistica (Chamberlin, 1924); trasferita al genere Sergiolus Simon, 1891.
6. Poecilochroa bebia (Chamberlin, 1936); trasferita al genere Sergiolus Simon, 1891.
7. Poecilochroa bellior (Chamberlin, 1936); trasferita al genere Sergiolus Simon, 1891.
8. Poecilochroa bicolor (Banks, 1900); trasferita al genere Sergiolus Simon, 1891.
9. Poecilochroa capulata (Walckenaer, 1837); trasferita al genere Sergiolus Simon, 1891.
10. Poecilochroa cingulata (Roewer, 1933); trasferita al genere Gertschosa Platnick & Shadab, 1981.
11. Poecilochroa clara (Chamberlin, 1936); trasferita al genere Sergiolus Simon, 1891.
12. Poecilochroa clericus (Chamberlin, 1922); trasferita al genere Sergiolus Simon, 1891.
13. Poecilochroa columbiana Emerton, 1917; trasferita al genere Sergiolus Simon, 1891.
14. Poecilochroa concinna Simon, 1895; trasferita al genere Gertschosa Platnick & Shadab, 1981.
15. Poecilochroa conspicua (L. Koch, 1866); trasferita al genere Kishidaia Yaginuma, 1960.
16. Poecilochroa conspicua concolor (Caporiacco, 1951); trasferita al genere Kishidaia Yaginuma, 1960.
17. Poecilochroa coreana (Paik, 1992); trasferita al genere Kishidaia Yaginuma, 1960.
18. Poecilochroa cyaneiventris (Simon, 1893); trasferita al genere Sergiolus Simon, 1891.
19. Poecilochroa decorata (Kaston, 1945); trasferita al genere Sergiolus Simon, 1891.
20. Poecilochroa famula (Chamberlin, 1922); trasferita al genere Sergiolus Simon, 1891.
21. Poecilochroa fruitana (Chamberlin, 1928); trasferita al genere Sergiolus Simon, 1891.
22. Poecilochroa hosiziro Yaginuma, 1960; trasferita al genere Sergiolus Simon, 1891.
23. Poecilochroa inconspicua Bryant, 1948; trasferita al genere Gnaphosa Latreille, 1804.
24. Poecilochroa josephus Chamberlin & Gertsch, 1940; trasferita al genere Cesonia Simon, 1893.
25. Poecilochroa lesserti (Schenkel, 1950); trasferita al genere Herpyllus Hentz, 1832.
26. Poecilochroa lowelli (Chamberlin & Woodbury, 1929); trasferita al genere Sergiolus Simon, 1891.
27. Poecilochroa meretrix (Chamberlin, 1922); trasferita al genere Sergiolus Simon, 1891.
28. Poecilochroa minuta Banks, 1898; trasferita al genere Sergiolus Simon, 1891.
29. Poecilochroa monodi Fage, 1929; trasferita al genere Odontodrassus Jézéquel, 1965
30. Poecilochroa montana Emerton, 1890; trasferita al genere Sergiolus Simon, 1891.
31. Poecilochroa montanoides Schenkel, 1950; trasferita al genere Sergiolus Simon, 1891.
32. Poecilochroa ocellata (Walckenaer, 1837); trasferita al genere Sergiolus Simon, 1891.
33. Poecilochroa ochridana Drensky, 1929; trasferita al genere Callilepis Westring, 1874
34. Poecilochroa otonensis Barrion & Litsinger, 1995; trasferita al genere Castianeira Keyserling, 1879, appartenente alla famiglia Corinnidae.
35. Poecilochroa quadrimaculata (Yaginuma, 1960); trasferita al genere Kishidaia Yaginuma, 1960.
36. Poecilochroa stella (Chamberlin, 1922); trasferita al genere Sergiolus Simon, 1891.
37. Poecilochroa tennesseensis (Chamberlin, 1922); trasferita al genere Sergiolus Simon, 1891.
38. Poecilochroa tescorum Simon, 1914; trasferita al genere Sernokorba Kamura, 1992.
39. Poecilochroa tribolus (Chamberlin, 1922); trasferita al genere Sergiolus Simon, 1891.
40. Poecilochroa unifascigera (Bösenberg & Strand, 1906); trasferita al genere Hitobia Kamura, 1992.
41. Poecilochroa unimaculata (Emerton, 1915); trasferita al genere Sergiolus Simon, 1891.

### Sinonimi
- Poecilochroa campestrata (O. Pickard-Cambridge, 1874); posta in sinonimia con P. senilis (O. Pickard-Cambridge, 1872) a seguito di un lavoro di Levy, (1999d)[1].
- Poecilochroa dimidiata (Simon, 1878); posta in sinonimia con P. senilis (O. Pickard-Cambridge, 1872) a seguito di un lavoro di Levy (1999d).
- Poecilochroa flavomaculata (L. Koch, 1878); trasferita dal genere Drassodes e posta in sinonimia con Poecilochroa senilis (O. Pickard-Cambridge, 1872) a seguito di un lavoro degli aracnologi Chatzaki, Thaler & Mylonas (2002a).
- Poecilochroa lessert Denis, 1947; posta in sinonimia con P. pugnax (O. Pickard-Cambridge, 1874) a seguito di uno studio di Levy (1999d).
- Poecilochroa rufipes (Thorell, 1875); trasferita dal genere Zelotes e posta in sinonimia con P. senilis (O. Pickard-Cambridge, 1872) a seguito di uno studio degli aracnologi Kovblyuk, Marusik & Omelko del 2013.

### Nomen dubium
- Poecilochroa convictrix Simon, 1909a; gli esemplari con questa denominazione, rinvenuti in Messico non sono più esaminabili; a detta degli aracnologi Platnick & Shadab (1981e) sono da considerarsi nomina dubia[1].